# 北湯沢駅

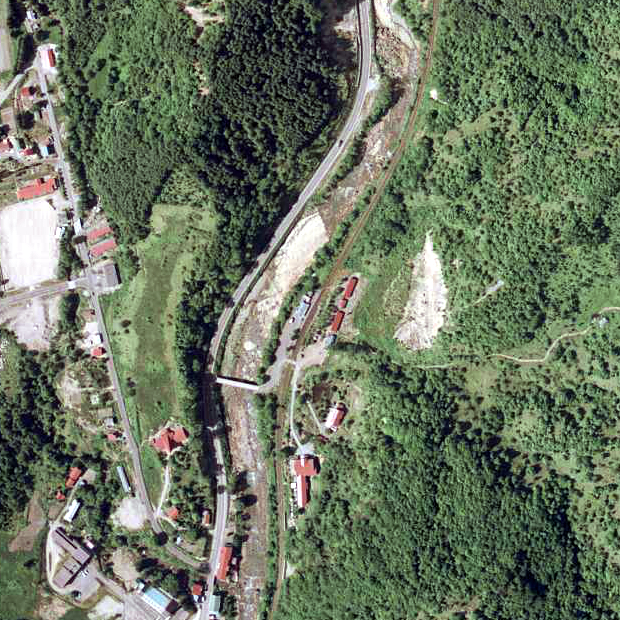
1976年の北湯沢駅と周囲約500m範囲。下が伊達紋別方面。

北湯沢駅（きたゆざわえき）は、北海道有珠郡大滝村北湯沢温泉町（現・伊達市大滝区）にかつて存在した、日本国有鉄道（国鉄）胆振線の駅（廃駅）である。電報略号はキユ。事務管理コードは▲131901。
1980年（昭和55年）9月まで運行されていた急行「いぶり」の停車駅であった。

## 歴史
- 1940年（昭和15年）12月15日 - 胆振縦貫鉄道伊達紋別駅 - 徳舜瞥駅（後の新大滝駅）間開通に伴い、優園停留場（ゆうえんていりゅうじょう）として開業。旅客のみ取り扱い[1]。
- 1944年（昭和19年）7月1日 - 胆振縦貫鉄道が戦時買収により国有化[1]。路線名を胆振線に改称。同時に駅に昇格、及び改称[1]。同線の北湯沢駅となる[1]。荷物の取り扱いを開始[1]。
- 1971年（昭和46年）10月1日 - 荷物の取り扱いを廃止[1][4]。駅員無配置駅となり[5]（簡易委託化）、簡易委託駅となる[6]。
- 1986年（昭和61年）11月1日 - 胆振線の全線廃止に伴い、廃駅となる[2]。

### 駅名の由来
旧駅名の「優園」は当駅付近の地名・河川名であり、一説にはアイヌ語の「ユエンコㇿクㇱペッ（yu-enkor-kus-pet）」（温泉〔=蟠渓温泉〕の・鼻〔＝山鼻〕を・通る・川）を略して字を当てたとされている。
その後、胆振縦貫鉄道買収・国有化に際し「温泉が多いので」改名することとなった。本来は「湯沢」に改めたかったとされるが、奥羽本線湯沢駅がすでに存在するため、「北」を冠することとなり、地名も少なくとも1966年（昭和41年）時点では「字昭園」
であったが、後年駅名に合わせ「北湯沢温泉町」となった。

## 駅構造
廃止時点で、1面1線の単式ホームと線路を有する地上駅であった。ホームは、線路の西側（倶知安方面に向かって左手側）に存在した。転轍機を持たない棒線駅となっていた。
無人駅（簡易委託駅）となっていたが、有人駅時代の駅舎が残っていた。駅舎は構内の西側に位置し、ホーム中央部分に接していた。駅舎入口はホームに対し、90度の角度で設置されていた。ホームは駅前広場と地続きで、柵で仕切っていた。

## 利用状況
- 1981年度（昭和56年度）の1日当たりの乗降客数は25人[9]。

## 駅周辺
- 北海道道723号洞爺湖大滝線[10] - 現・国道453号（有珠国道）。
- 北湯沢簡易郵便局
- 北湯沢温泉 - 駅から南西に約0.8km。国民保養温泉地指定[9]。
- 長流川[10]
- 白絹の床 - 長流川の名勝[11]。
- 道南バス「北湯沢温泉」停留所

## 駅跡
2001年（平成13年）時点では駅跡地附近に温泉ホテル（「湯元名水亭」、「湯元第二名水亭」　後にそれぞれ「緑の風リゾート きたゆざわ」、「きたゆざわ 森のソラニワ」と改称）が建築され、2010年（平成22年）時点でも同様で、ホテルに通じる道路となっている。緑の風リゾートきたゆざわの玄関付近には、「旧国鉄胆振線 北湯沢駅跡地」という標柱がある。

## 隣の駅
日本国有鉄道
胆振線
蟠渓駅 - 北湯沢駅 - 優徳駅